# Jack Osbourne
Jack Osbourne, född 8 november 1985 i London, är en brittisk-amerikansk skådespelare och dokusåpadeltagare.
Jack Osbourne är son till hårdrockaren Ozzy Osbourne och hans fru Sharon Osbourne. Han är känd från dokusåpan The Osbournes på MTV och han har också haft sin egen TV-show, Union Jack, på BBC.

## Filmografi
- 2004 - New York Minute